# Дурасно
Дурасно (ісп. Durazno) — місто в центральній частині Уругваю, адміністративний центр однойменного департаменту.

## Географія
Місто Дурасно розташоване в південній частині департаменту, поблизу кордону з департаментами Флорес і Флорида, за 40 км на північ від міста Тринідад та за 183 км від Монтевідео, на південному березі річки Ї (притока Ріо-Негро). За 3 км від центру міста знаходиться аеропорт Санта-Бернардина. Абсолютна висота — 95 метрів над рівнем моря.

### Клімат
Місто знаходиться у зоні, котра характеризується вологим субтропічним кліматом. Найтепліший місяць — січень із середньою температурою 22.8 °C (73 °F). Найхолодніший місяць — липень, із середньою температурою 11.1 °С (52 °F).
| Клімат Дурасно          | Клімат Дурасно | Клімат Дурасно | Клімат Дурасно | Клімат Дурасно | Клімат Дурасно | Клімат Дурасно | Клімат Дурасно | Клімат Дурасно | Клімат Дурасно | Клімат Дурасно | Клімат Дурасно | Клімат Дурасно | Клімат Дурасно |
| Показник                | Січ.           | Лют.           | Бер.           | Квіт.          | Трав.          | Черв.          | Лип.           | Серп.          | Вер.           | Жовт.          | Лист.          | Груд.          | Рік            |
| Середній максимум, °C   | 28             | 27             | 25             | 22             | 19             | 17             | 15             | 16             | 18             | 20             | 23             | 27             | 22             |
| Середня температура, °C | 22             | 22             | 20             | 16             | 15             | 12             | 10             | 12             | 13             | 14             | 17             | 21             | 16             |
| Середній мінімум, °C    | 16             | 17             | 16             | 11             | 11             | 8              | 6              | 8              | 8              | 9              | 12             | 15             | 11             |
| Абсолютний мінімум, °C  | 8              | 12             | 6              | 2              | 2              | −2             | −3             | −1             | 2              | 2              | 5              | 10             | −3             |
| Норма опадів, мм        | 110            | 70             | 100            | 90             | 80             | 90             | 60             | 70             | 80             | 70             | 80             | 70             | 1030           |
| Днів з опадами          | 7              | 8              | 8              | 9              | 8              | 8              | 8              | 8              | 8              | 10             | 7              | 6              | 95             |
| Днів з дощем            | 7              | 5              | 6              | 5              | 5              | 6              | 4              | 5              | 5              | 5              | 5              | 5              | 67             |
| Вологість повітря, %    | 65             | 66             | 72             | 81             | 81             | 87             | 81             | 77             | 76             | 77             | 69             | 65             | 75             |
| ----------------------- | -------------- | -------------- | -------------- | -------------- | -------------- | -------------- | -------------- | -------------- | -------------- | -------------- | -------------- | -------------- | -------------- |
| Джерело: Weatherbase    |                |                |                |                |                |                |                |                |                |                |                |                |                |

## Історія
Місто засноване португальцями в 1821 році під назвою Сан-Педро-дель-Дурасно. Йому надано статус малого міста (Villa) ще до здобуття Уругваєм незалежності; 13 липня 1906 року згідно з постановою № 3.041 набуло статусу міста (Ciudad).